# Rio Burnaia
O Rio Burnaia é um rio da Romênia afluente do Tinoasa, localizado no distrito de Teleorman.